# Concursul de dans Eurovision

Sigla Concursului de dans Eurovision este alcătuită din cuvântul Eurovision scris ca la versiunea muzicală, lipsind inima din litera v. Mai este prezentă și silueta unui cuplu de dansatori în fața unei stele ce conține steagul țării gazdă.

Concursul de dans Eurovision (EDC) a fost un concurs european de dans profesionist. Prima ediție a avut loc în 2007, participând 16 țări. Concursul s-a inspirat de emisiunea Strictly Come Dancing (Vino să dansezi strict) , o reînviere a binecunoscutei emisinuni Come Dancing (Vino să dansezi) din Regatul Unit , care este un hit masiv în alte 25 de țări. În România , emisiunea poartă numele de Dansez pentru tine. Creatorul concursului este Richard Bunn de la rețeaua rbi din Elveția

## Format și informații generale

Sigla Concursului de dans Eurovision 2007

Concursul consistă din perechi mixte care trebuie să interpreteze 2 dansuri, unul fiind latin sau ballroom și al doilea fiind freestyle în care să se foloseasca tradiții și obiceriuri din țara nativă a dansatorilor. După toate dansurile, telespectatorii pot să voteze folosind telfonul fix, mobil sau trimițând un mesaj text SMS, urmând ca fiecare țară în parte să anunțe punctele (1 , 2 , 3 , 4 , 5 , 6 , 7 , 8 , 10 și 12) exact cum se întâmplă la Concursul muzical Eurovision. La sfârșit, cuplul câștigător este anunțat, aceștia primind un trofeu.

## Istoric

### Țări gazdă
- 2007 -  Regatul Unit
- 2008 -  Regatul Unit

### Țări participante
| Țară          | Televiziune         | Prima participare | Ultima participare |
| ------------- | ------------------- | ----------------- | ------------------ |
| Austria       | ORF                 | 2007              | 2008               |
| Azerbaidjan   | Ictimai TV          | 2008              | 2008               |
| Elveția       | SRG SSR idée suisse | 2007              | 2007               |
| Danemarca     | DR                  | 2007              | 2008               |
| Finlanda      | YLE                 | 2007              | 2008               |
| Germania      | ARD                 | 2007              | 2007               |
| Grecia        | ERT                 | 2007              | 2008               |
| Irlanda       | RTÉ                 | 2007              | 2008               |
| Lituania      | LRT                 | 2007              | 2008               |
| Țările de Jos | TROS                | 2007              | 2008               |
| Polonia       | TVP                 | 2007              | 2008               |
| Portugalia    | RTP                 | 2007              | 2008               |
| Regatul Unit  | BBC                 | 2007              | 2008               |
| Rusia         | RTR                 | 2007              | 2008               |
| Spania        | TVE                 | 2007              | 2007               |
| Suedia        | TV4                 | 2007              | 2008               |
| Ucraina       | NTU                 | 2007              | 2008               |

### Câștigători
| An   | Țară     | Dansatori                        | Țară gazdă   | Număr de puncte |
| ---- | -------- | -------------------------------- | ------------ | --------------- |
| 2007 | Finlanda | Jussi Väänänen și Katja Koukkula | Regatul Unit | 132             |
| 2008 | Polonia  | Edyta Herbuśși Marcin Mroczek    | Regatul Unit | 154             |

## Statistici

### Câștiguri după țară
Un (1) câștig
     Niciun câștig
     Nicio participare

Hartă ce prezintă țările câștigătoare la Concursul de dans Eurovision
Un (1) câștig
Niciun câștig
Nicio participare

Prima țară care a câștigat Concursul de dans Eurovision a fost Finlanda primind 132 de puncte. Poziția de start a fost 16 (ultimii) și dansurile prezentate au fost Rumba de ballroom și Paso Doble combinat cu un dans tradițional finlandez.
| Nr. câștiguri | Țară     | Anii |
| ------------- | -------- | ---- |
| 1             | Finlanda | 2007 |
| 1             | Polonia  | 2008 |

### Câștiguri după stilul de dans
Primele stiluri de dans care au câștigat acest concurs au fost Rumba și Paso Doble
| Stil de dans | Țări     | Anii |
| ------------ | -------- | ---- |
| Rumba        | Finlanda | 2007 |
| Paso Doble   | Finlanda | 2007 |